# Fußball-Europameisterschaft 2016/Schweiz
Dieser Artikel behandelt die Schweizer Fussballnationalmannschaft bei der Europameisterschaft 2016 in Frankreich. Für die Schweiz war es die vierte Teilnahme an einer EM-Endrunde.

## Qualifikation

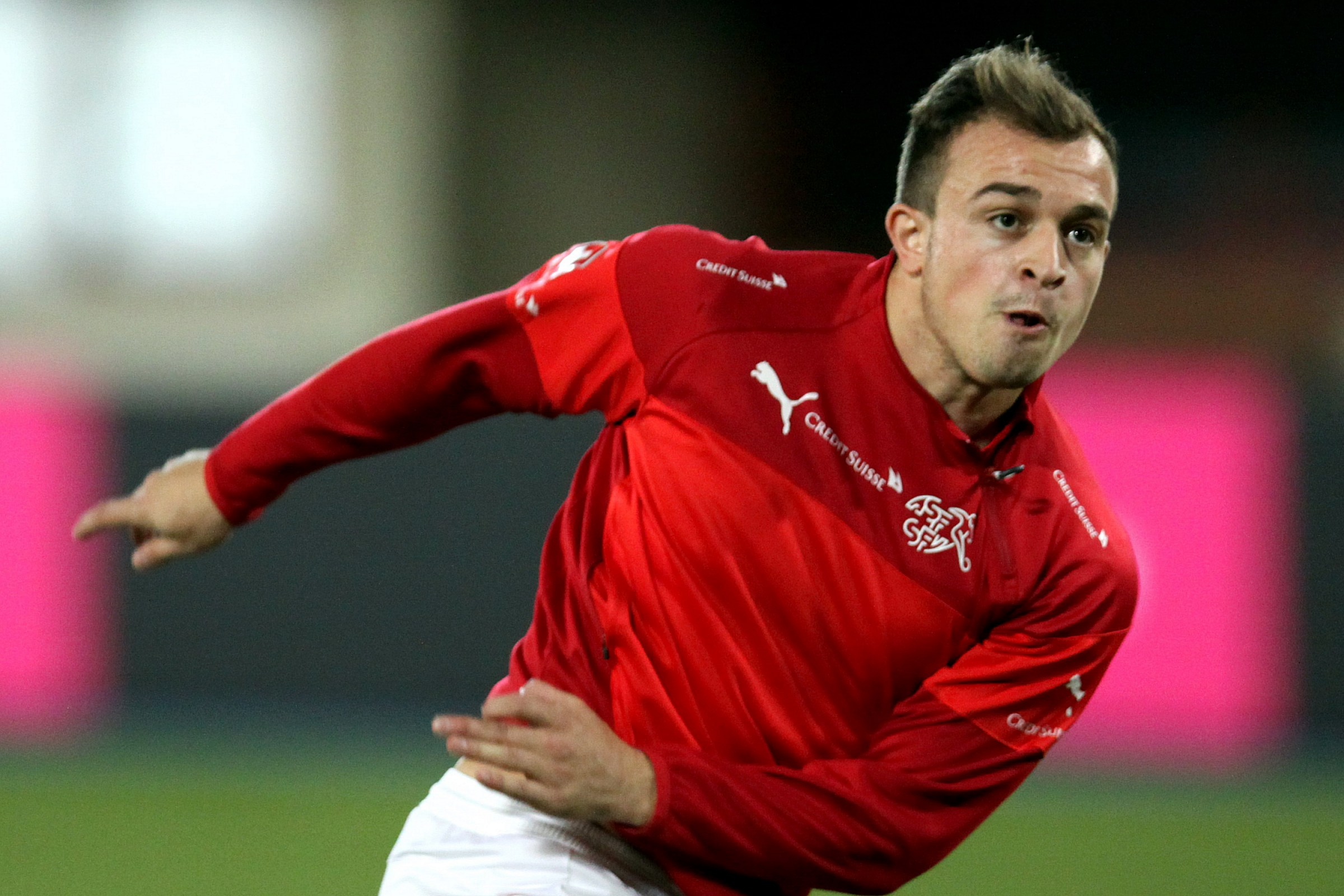
Xherdan Shaqiri, bester Torschütze der Schweizer in der Qualifikation

Die Schweiz absolvierte die Qualifikation zur Europameisterschaft in der Gruppe E. Nach der WM 2014, bei der die Schweiz im Achtelfinal ausgeschieden war und die Amtszeit von Ottmar Hitzfeld als Nationaltrainer geendet hatte, traf sie im ersten Qualifikationsspiel unter dem neuen Nationaltrainer Vladimir Petković auf England und verlor mit 0:2. Die Engländer gewannen als einzige Mannschaft alle Spiele und wurden Gruppensieger. Die Schweizer verloren auch das zweite Spiel, sicherten sich dann aber mit sieben Siegen und nur noch einer Niederlage in England den zweiten Platz und damit die direkte Qualifikation für die EM-Endrunde. Die Slowenen scheiterten als Gruppendritte in den Play-offs an der Ukraine.
Insgesamt setzte Petković 32 Spieler ein, aber keinen in allen 10 Spielen. Nur einmal fehlten Josip Drmic und Xherdan Shaqiri, der mit vier Toren bester Torschütze der Schweizer war. Insgesamt konnten sich 14 Spieler in die Torschützenliste eintragen. Zudem profitierten die Schweizer von zwei Eigentoren. Im ersten Spiel gegen San Marino kam mit Silvan Widmer ein Neuling, im folgenden Spiel gegen Litauen kamen mit François Moubandje und Marco Schönbächler zwei weitere Neulinge und im zweiten Spiel gegen San Marino mit Luca Zuffi und Renato Steffen nochmals zwei Neulinge zu ihren ersten Länderspieleinsätzen.

### Spiele
Alle Resultate aus Schweizer Sicht
| Datum      | Spielort                          | Gegner     | Ergebnis  | Torschützen |
| ---------- | --------------------------------- | ---------- | --------- | --- |
| 08.09.2014 | St. Jakob-Park, Basel             | England    | 0:2 (0:1) | 0:1, 0:2 Danny Welbeck (58., 90.+4′) |
| 09.10.2014 | Ljudski vrt, Maribor (SVN)        | Slowenien  | 0:1 (0:0) | 0:1 Milivoje Novakovič (79./Elfmeter) |
| 14.10.2014 | Stadio Olimpico, Serravalle (SMR) | San Marino | 4:0 (3:0) | 1:0, 2:0 Haris Seferović (10., 23.), 3:0 Blerim Džemaili (30.), 4:0 Xherdan Shaqiri (79.) |
| 15.11.2014 | AFG Arena, St. Gallen             | Litauen    | 4:0 (0:0) | 1:0 Giedrius Arlauskis (66./Eigentor), 2:0 Fabian Schär (68.), 3:0, 4:0 Xherdan Shaqiri (80., 90.) |
| 27.03.2015 | Swissporarena, Luzern             | Estland    | 3:0 (2:0) | 1:0 Fabian Schär (17.), 2:0 Granit Xhaka (27.), 3:0 Haris Seferović (80.) |
| 14.06.2015 | LFF-Stadion, Vilnius (LTU)        | Litauen    | 2:1 (0:0) | 0:1 Fiodor Černych (64.), 1:1 Josip Drmić (69.), 2:1 Xherdan Shaqiri (84.) |
| 05.09.2015 | St. Jakob-Park, Basel             | Slowenien  | 3:2 (0:1) | 0:1 Milivoje Novakovič (45.), 0:2 Boštjan Cesar (48.), 1:2 Josip Drmić (80.), 2:2 Valentin Stocker (84.), 3:2 Josip Drmić (90.+4′)                                                                    |
| 08.09.2015 | Wembley-Stadion, London (ENG)     | England    | 0:2 (0:0) | 0:1 Harry Kane (67.), 0:2 Wayne Rooney (84./Elfmeter) |
| 09.10.2015 | AFG Arena, St. Gallen             | San Marino | 7:0 (1:0) | 1:0 Michael Lang (17.), 2:0 Gökhan Inler (55./Elfmeter), 3:0 Admir Mehmedi (65.), 4:0 Johan Djourou (72./Elfmeter), 5:0 Pajtim Kasami (75.), 6:0 Breel Embolo (80./Elfmeter), 7:0 Eren Derdiyok (89.) |
| 12.10.2015 | A. Le Coq Arena, Tallinn (EST)    | Estland    | 1:0 (0:0) | 1:0 Ragnar Klavan (90.+4′/Eigentor) |

### Tabelle
| Pl. | Land       | Sp. | S  | U | N | Tore    | Diff. | Punkte |
| --- | ---------- | --- | -- | - | - | ------- | ----- | ------ |
| 1.  | England    | 10  | 10 | 0 | 0 | 031:300 | +28   | 30     |
| 2.  | Schweiz    | 10  | 7  | 0 | 3 | 024:800 | +16   | 21     |
| 3.  | Slowenien  | 10  | 5  | 1 | 4 | 018:110 | +7    | 16     |
| 4.  | Estland    | 10  | 3  | 1 | 6 | 004:900 | −5    | 10     |
| 5.  | Litauen    | 10  | 3  | 1 | 6 | 007:180 | −11   | 10     |
| 6.  | San Marino | 10  | 0  | 1 | 9 | 001:360 | −35   | 01     |

## Vorbereitung
Nach dem Ende der Qualifikation bestritten die Schweizer zwei Freundschaftsspiele am 13. und 17. November, von denen das erste gegen EM-Teilnehmer Slowakei mit 2:3 verloren und das zweite gegen Österreich, einen weiteren EM-Teilnehmer, mit 2:1 gewonnen wurde. Am 25. März 2016 wurde gegen EM-Teilnehmer Irland in Dublin mit 1:2 verloren, wobei mit Shani Tarashaj ein Neuling eingewechselt wurde. Am 29. März war in Zürich Bosnien-Herzegowina, das die EM-Endrunde in den Play-offs gegen Irland verpasste, der nächste Gegner (0:2-Niederlage). Die unmittelbare EM-Vorbereitung fand im Tessin statt, wo die Mannschaft vom 22. Mai bis 3. Juni das «Hotel Villa Sassa» in Lugano bezog und ab dem 23. Mai im Stadio di Cornaredo trainierte. Am 28. Mai wurde ein Testspiel in Genf gegen Belgien, die in der FIFA-Weltrangliste am besten platzierte europäische Mannschaft, mit 1:2 verloren und am 3. Juni in Lugano ein weiteres gegen Moldawien mit 2:1 gewonnen. Am 6. Juni folgte die Reise nach Montpellier, wo die Schweiz im «Vichy Spa Hotel» ihr Quartier bezog. Trainingsplatz war das Stade de la Mosson.

## Kader
Ein vorläufiges Kader mit 28 Spielern wurde am 18. Mai 2016 benannt, wobei Nationaltrainer Vladimir Petković auf Gökhan Inler wegen fehlender Spielpraxis verzichtete.
Es wurden Spieler von 19 Vereinen nominiert, die meisten (3) von Borussia Mönchengladbach. Das grösste Kontingent spielte in der deutschen Fussball-Bundesliga (11 Spieler).
Nachdem sich Renato Steffen am 22. Mai 2016 in einem Ligaspiel verletzt hatte und für die EM ausfiel, wurde das Kader am 30. Mai 2016 auf 23 Spieler reduziert.
| Nr.        | Name                 | Verein                   | Geburts- datum | NM-Sp.   | NM-Tore  | Debüt    | Anzahl der Spiele | Tor      | Gelbe Karte | Gelb-Rote Karte | Rote Karte |
| Torhüter   | Torhüter             | Torhüter                 | Torhüter       | Torhüter | Torhüter | Torhüter | Torhüter          | Torhüter | Torhüter    | Torhüter        | Torhüter   |
| ---------- | -------------------- | ------------------------ | -------------- | -------- | -------- | -------- | ----------------- | -------- | ----------- | --------------- | ---------- |
| 21         | Roman Bürki          | Borussia Dortmund        | 14. Nov. 1990  | 5        | 0        | 2014     |                   |          |             |                 |            |
| 12         | Marwin Hitz          | FC Augsburg              | 18. Sep. 1987  | 2        | 0        | 2015     |                   |          |             |                 |            |
| 01         | Yann Sommer          | Borussia Mönchengladbach | 17. Dez. 1988  | 19       | 0        | 2012     | 4                 |          |             |                 |            |
| Abwehr     |                      |                          |                |          |          |          |                   |          |             |                 |            |
| 05         | Steve von Bergen     | BSC Young Boys           | 10. Juni 1983  | 50       | 0        | 2006     |                   |          |             |                 |            |
| 20         | Johan Djourou        | Hamburger SV             | 18. Jan. 1987  | 61       | 2        | 2006     | 4                 |          | 1           |                 |            |
| 04         | Nico Elvedi          | Borussia Mönchengladbach | 30. Sep. 1996  | 1        | 0        | 2016     |                   |          |             |                 |            |
| 06         | Michael Lang         | FC Basel                 | 8. Feb. 1991   | 17       | 2        | 2013     | 2                 |          |             |                 |            |
| 02         | Stephan Lichtsteiner | Juventus Turin           | 16. Jan. 1984  | 81       | 5        | 2006     | 4                 |          |             |                 |            |
| 03         | François Moubandje   | FC Toulouse              | 21. Juni 1990  | 11       | 0        | 2014     |                   |          |             |                 |            |
| 13         | Ricardo Rodríguez    | VfL Wolfsburg            | 25. Aug. 1992  | 38       | 0        | 2011     | 4                 |          |             |                 |            |
| 22         | Fabian Schär         | TSG 1899 Hoffenheim      | 20. Dez. 1991  | 20       | 5        | 2013     | 3                 | 1        | 2           |                 |            |
| Mittelfeld |                      |                          |                |          |          |          |                   |          |             |                 |            |
| 11         | Valon Behrami        | FC Watford               | 19. Apr. 1985  | 67       | 2        | 2005     | 4                 |          | 1           |                 |            |
| 15         | Blerim Džemaili      | CFC Genua                | 12. Apr. 1986  | 49       | 6        | 2006     | 4                 |          |             |                 |            |
| 16         | Gelson Fernandes     | Stade Rennes             | 2. Sep. 1986   | 56       | 2        | 2007     | 3                 |          |             |                 |            |
| 08         | Fabian Frei          | 1. FSV Mainz 05          | 8. Jan. 1989   | 9        | 1        | 2011     | 1                 |          |             |                 |            |
| 23         | Xherdan Shaqiri      | Stoke City               | 10. Okt. 1991  | 54       | 17       | 2010     | 4                 | 1        |             |                 |            |
| 17         | Shani Tarashaj       | Grasshoppers Zürich      | 7. Feb. 1995   | 4        | 0        | 2016     | 1                 |          |             |                 |            |
| 10         | Granit Xhaka         | Borussia Mönchengladbach | 27. Sep. 1992  | 44       | 6        | 2011     | 4                 |          | 1           |                 |            |
| 14         | Denis Zakaria        | BSC Young Boys           | 20. Nov. 1996  | 2        | 0        | 2016     |                   |          |             |                 |            |
| Angriff    |                      |                          |                |          |          |          |                   |          |             |                 |            |
| 19         | Eren Derdiyok        | Kasımpaşa Istanbul       | 12. Juni 1988  | 52       | 10       | 2008     | 1                 |          |             |                 |            |
| 07         | Breel Embolo         | FC Basel                 | 14. Feb. 1997  | 11       | 1        | 2015     | 4                 |          |             |                 |            |
| 18         | Admir Mehmedi        | Bayer 04 Leverkusen      | 16. März 1991  | 43       | 4        | 2011     | 4                 | 1        |             |                 |            |
| 09         | Haris Seferović      | Eintracht Frankfurt      | 22. Feb. 1992  | 31       | 7        | 2013     | 4                 |          |             |                 |            |

Trainer: Vladimir Petković

### Spieler, die nur im vorläufigen Kader standen
Nachdem Renato Steffen verletzt ausgefallen war, wurden am 30. Mai 2016 noch vier weitere Spieler gestrichen.
| Position   | Name              | Verein              | Geburts- Datum | Länderspiel- einsätze | Länderspiel- tore | Debüt | Letzter Einsatz | EM-Spiele |
| ---------- | ----------------- | ------------------- | -------------- | --------------------- | ----------------- | ----- | --------------- | --------- |
| Torhüter   | Yvon Mvogo        | BSC Young Boys      | 6. Juni 1994   | 0                     | 0                 |       |                 |           |
| Abwehr     | Philippe Senderos | Grasshoppers Zürich | 14. Feb. 1985  | 57                    | 5                 | 2005  | 28. Mai 2016    | 3 (2008)  |
| Abwehr     | Silvan Widmer     | Udinese Calcio      | 5. März 1993   | 7                     | 0                 | 2014  | 28. Mai 2016    |           |
| Mittelfeld | Renato Steffen    | FC Basel            | 3. Nov. 1991   | 4                     | 0                 | 2015  | 29. März 2016   |           |
| Mittelfeld | Luca Zuffi        | FC Basel            | 27. März 1990  | 4                     | 0                 | 2015  | 29. März 2016   |           |

Anmerkungen:
1. 1 2 3 4  Stand: 25. Juni 2016.

## Endrunde
Bei der Auslosung der sechs Endrundengruppen am 12. Dezember 2015 war die Schweiz in Topf 2 gesetzt. Sie wurde der Gruppe A mit Gastgeber Frankreich, Rumänien und Albanien zugelost. Gegen Albanien gab es zuvor in sechs Spielen fünf Siege und ein Remis – alle in Pflichtspielen (Qualifikationen zu den Weltmeisterschaften 1966 und 2014 sowie der EM 2004). Beim 1:0-Sieg gegen Albanien kam es zum ersten Bruderduell bei einer EM-Endrunde zwischen dem für Albanien spielenden Taulant Xhaka und seinem für die Schweiz spielenden Bruder Granit. Gegen Frankreich war die Bilanz dagegen in 37 Spielen vor der EM negativ: 12 Siegen standen neun Remis und 16 Niederlagen gegenüber, zuletzt mit 2:5 bei der WM 2014 in der Gruppenphase. Die Bilanz konnte auch im letzten Gruppenspiel, das torlos endete, nicht verbessert werden. Gegen Rumänien hätte die Bilanz bei der EM nicht ausgeglichen werden können: In 12 Spielen gab es zuvor vier Siege, drei Remis und fünf Niederlagen, nun kam aber nur ein weiteres Remis hinzu.
Mit dem Auftaktsieg gegen Albanien und den beiden anschliessenden Remis wurden die Schweizer Gruppenzweite und überstanden damit erstmals die Gruppenphase einer EM-Endrunde. Im Achtelfinal trafen sie auf Polen, den Zweiten der Gruppe C. Bisher gab es in zehn Spielen zwischen beiden nur einen Schweizer Sieg im Mai 1976, fünf Spiele endeten remis, und vier wurden verloren. Die letzte Begegnung zwischen beiden im November 2014 endete 2:2 und, obwohl ein Freundschaftsspiel, mit sechs Gelben und einer Gelb-Roten Karte. Die Schweizer gerieten in der 39. Minute durch das zweite Turniertor von Jakub Błaszczykowski in Rückstand. In der zweiten Halbzeit dominierten sie weitgehend das Spiel und hatten mehrere Torchancen. Aber erst in der 82. Minute konnte Xherdan Shaqiri mit einer Mischung aus Seitfall- und Fallrückzieher den Ausgleich erzielen. Danach waren die Spielanteile wieder etwas verteilter, aber beiden Mannschaften gelang es weder in der restlichen regulären Spielzeit noch der Verlängerung, ein Tor zu erzielen. Im darauf folgenden Penaltyschiessen verschoss lediglich Granit Xhaka, der weit am Tor vorbeischoss. Alle anderen Schweizer und Polen verwandelten sicher und liessen den beiden Torhütern keine Chance. So schieden die Schweizer nach der WM 2006 zum zweiten Mal im Achtelfinal durch Penaltyschiessen und wie damals ungeschlagen aus.
Durch die EM-Spiele konnte die Schweiz in der FIFA-Weltrangliste zwar Punkte hinzugewinnen, verlor aber drei Plätze, da andere Mannschaften mehr Punkte hinzugewannen. Das Tor von Shaqiri gegen Polen wurde anschliessend in Deutschland zum Tor des Monats Juni gewählt und erhielt dabei mehr als 50 % der Stimmen.

### Gruppenphase
| Pl. | Land       | Sp. | S | U | N | Tore    | Diff. | Punkte |
| --- | ---------- | --- | - | - | - | ------- | ----- | ------ |
| 1.  | Frankreich | 3   | 2 | 1 | 0 | 004:100 | +3    | 07     |
| 2.  | Schweiz    | 3   | 1 | 2 | 0 | 002:100 | +1    | 05     |
| 3.  | Albanien   | 3   | 1 | 0 | 2 | 001:300 | −2    | 03     |
| 4.  | Rumänien   | 3   | 0 | 1 | 2 | 002:400 | −2    | 01     |

|                                                              |   |            |           |
| Sa., 11. Juni 2016 um 15:00 Uhr in Lens                      |   |            |           |
| Albanien                                                     | – | Schweiz    | 0:1 (0:1) |
| Mi., 15. Juni 2016 um 18:00 Uhr in Paris                     |   |            |           |
| Rumänien                                                     | – | Schweiz    | 1:1 (1:0) |
| So., 19. Juni 2016 um 21:00 Uhr in Villeneuve-d’Ascq (Lille) |   |            |           |
| Schweiz                                                      | – | Frankreich | 0:0       |

### Achtelfinal
|                                                  |   |       |                                 |
| Sa., 25. Juni 2016 um 15:00 Uhr in Saint-Étienne |   |       |                                 |
| Schweiz                                          | – | Polen | 1:1 n. V. (1:1, 0:1), 4:5 i. E. |